# سیارک ۱۵۰۳۱
سیارک ۱۵۰۳۱ (به انگلیسی: 15031 Lemus، نامگذاری:1998VN28) پانزده هزار و سی و یکمین سیارک کشف شده‌است که در ۱۰ نوامبر ۱۹۹۸ کشف شد.
قدر مطلق سیارک برابر ۱۷.۸ است.